# Grattos Cove
Grattos Cove – zatoka (cove) rzeki East River of Pictou w kanadyjskiej prowincji Nowa Szkocja, w hrabstwie Pictou; nazwa urzędowo zatwierdzona 13 września 1974.